# Mitul creației omului în mitologia greacă
Deoarece, conform mitologiei grecești, în timpurile străvechi nu existau muritori pe Pământ, Nemuritorii au decis să creeze ființe care să-l locuiască. Astfel, Zeus le-a poruncit lui Prometeu și Epimetheus, cei doi fii ai titanului Iapetus, să le dăruiască ființelor pământene diferite calități și abilități. Epimetheus i-a cerut fratelui său să îi îngăduie lui această sarcină și le-a dăruit oamenilor unuia frumusețe, altuia putere, unuia rapiditate, altuia înălțime. Nefiind atât de inteligent ca  fratele său, le-a dăruit toate armele naturale animalelor, iar pe oameni i-a lăsat neputincioși.

## Prometeu
Pentru a repara această greșeală, Prometeu, care era un prieten al oamenilor, a furat Inteligența de la Atena și le-a dat oamenilor Rațiune. Apoi, a adus focul din atelierul lui Hephaistos și l-a dăruit de asemenea oamenilor. Prometeu a avut grijă de neamul omenesc și l-a învățat întreaga sa știință. Supărat că Prometeu i-a ajutat pe oameni atât de mult încât aproape îi egalau pe zei și le-a dat focul, care era exclusiv al zeilor, Zeus l-a pedepsit pe acesta trimițându-l la capătul pământului, pe vârful Kaukasos. Zilnic, un vultur îi ciugulea ficatul, iar noaptea îi creștea la loc, doar pentru ca a doua zi vulturul să-l chinuie din nou.

## Pandora
Hephaistos, fierarul și zeul focului, a creat în atelierul său prima femeie, care era în faza incipientă o statuie de metal. Era însă atât de frumoasă, încât Zeus a decis să o aducă la viață. Fiecare zeu i-a făcut un cadou: frumusețe, grație, inteligență, putere de convingere. Pe de altă parte, Hermes i-a dat minciuna și Hera, curiozitatea, care nu a lăsat-o nici o clipă să stea liniștită. Zeus i l-a dat în dar pe Epimetheus. Acesta, fermecat de frumusețea ei, a luat-o de soție. Cadoul de nuntă din partea tuturor zeilor a fost o cutie, împodobită cu aur și pietre prețioase, dar închisă. Zeus i-a dat cheia Pandorei și i-a spus să nu deschidă vreodată cutia, dacă vrea să trăiască fericită. Epimetheus și Pandora au trăit fericiți, însă curiozitatea sădită de Hera în sufletul femeii creștea. În cele din urmă, Pandora a deschis cutia și toată Nefericirea și Răutatea s-a răspândit în lume: boli, durere, neînțelegere etc. La sfârșit, a ieșit Speranța ca un semn de consolare pentru oameni.

## Deucalion și Pyra
De-a lungul timpului, oamenii au devenit tot mai răi. Se purtau nedrept și, astfel, Zeus a decis să-i înece pe toți printr-un potop. Pe rând s-au scufundat toate orașele. Pentru a păstra totuși neamul omenesc, i-a ales pe Deucalion și Pyra, singurii oameni buni. S-au salvat într-o cutie de lemn și au adus jertfă zeilor pentru salvarea lor. Și-au acoperit fețele și au aruncat pietre în urma lor, fără să privească înapoi. Cele aruncate de Deucalion au devenit bărbați iar cele aruncate de Pyra, femei. Perechea a avut și proprii copii, care au fost considerați copiii lui Zeus. Printre aceștia se număra și Elena, considerată strămoșul elenilor.